# Hugo González Neira
Hugo González Neira (1945-2016) fue un pianista, cantante, arreglador y compositor de género rock, jazz y blues. Es conocido por su participación en la banda de rock argentina Aquelarre.

## Biografía

### Infancia
Hugo González Neira nació en 1945 en la ciudad de Buenos Aires, Argentina. Hijo de un empresario industrial y de una concertista de piano, creció en el barrio de Flores de la capital argentina. 

### Carrera
Comenzó su carrera musical a los 15 años formando su primer grupo. Posteriormente siguió con su trabajo, mayormente en inglés e inspirado en Ray Charles, el Spencer Davis Group, Blind Faith y los Rolling Stones dando conciertos en el Teatro San Martin.
Posteriormente, formó una banda llamada Harlem Rhythm & Blues, que solía tocar en el desaparecido Instituto Di Tella de Buenos Aires y en recitales en Teatros de la época. En esa banda también estaban Gustavo Moretto, Mario Ghini, Juan Carlos Saporiti y Atilio Peruzzi. 
Fue tecladista acompañante en la banda de Lito Nebbia.
Luego de su trabajo con Nebbia Hugo González Neira, ingresó a Aquelarre en 1971, en momentos en que Emilio Del Güercio y el baterista Rodolfo García planeaban los pasos a seguir tras la separación de Almendra, junto al guitarrista Héctor Starc. Grabaron cuatro discos -Aquelarre (1972), Candiles (1973), Brumas (1974) y Siesta (1975)- que los transformaron en uno de los grupos más populares del rock progresivo gracias a temas emblemáticos como "Violencia en el parque" o "Cruzando la calle". En 1975, el grupo viajó a España, donde se terminó radicando y colaboró con varios artistas locales para darle vida al rock en ese país.
González Neira introdujo al rock argentino sonidos novedosos como el de su Clavinet Hohner y el órgano Hammond con bocina giratoria Leslie.  
Durante la etapa posterior a Aquelarre, González Neira siguió trabajando como tecladista y cantante, hasta el día de su muerte en julio de 2016.

## Discografía

### Aquelarre
- Aquelarre (1972)
- Candiles (1973)
- Brumas (1974)
- Siesta (1975)
- Corazones del lado del fuego (1999)
- Otras pistas (2008)